# Michele Vitali Mazza
Michele Vitali Mazza (Parma, 8 luglio 1895 – Pal Piccolo, 27 marzo 1916) è stato un militare italiano, sottotenente nel 16º Reggimento Bersaglieri, 26ª Divisione,  durante la prima guerra mondiale, decorato della medaglia d'oro al valor militare alla memoria.

## Biografia
Nacque a Parma da Luigi e Pina Clivio. Compì gli studi nella città natale fino ad iscriversi alla facoltà di ingegneria all'Università di Parma. Al termine del secondo anno si iscrisse all'Università di Genova ma venne chiamato alle armi quando l'Italia entrò in guerra contro l'Austria.
Dopo il corso di addestramento a Modena ottenne il grado di Sottotenente ed entrò a far parte del 16º Reggimento dei Bersaglieri, LXIII Battaglione.
L'esercito austriaco, nelle prime ore del mattino del 26 marzo 1916, approfittando delle scarse condizioni di visibilità causate da una tempesta di neve, attaccò di sorpresa le trincee occupate dalla 272ª Compagnia Alpini italiana sul monte Pal Piccolo riconquistandole. Una bomba cadde vicino al Sottotenente Vitali ferendolo agli occhi ma egli scelse di rimanere al suo posto.
La mattina del giorno dopo gli alpini i fanti e i bersaglieri del 16º Reggimento, LXIII Battaglione, comandato dal Tenente Colonnello Paolo Arcodaci (MAVM) riuscirono ad aprirsi un varco. Vitali, con una rudimentale scala a pioli, insieme a 3 suoi uomini tra i quali il Sergente Sebastiano Scirè Risichella (MOVM) salì la parete difesa dagli austriaci dotati anche di una mitragliatrice, arrivando a combattere nella trincea, corpo a corpo con i nemici. Ferito nuovamente al viso e ad un braccio continuò ad attaccare fino a che non venne colpito alla testa e rimase ucciso.
Per le sue azioni il 29 ottobre 1916 venne decorato alla memoria della medaglia d'oro al valor militare alla memoria.

## Riconoscimenti
A Michele Vitali Mazza fu conferita la laurea di ingegneria alla memoria.
A lui sono dedicate vie a Parma e a San Secondo Parmense.
A Michele Vitali Mazza è intitolata la Sezione di Parma dell'Associazione nazionale bersaglieri dal 1929.